# The Thin White Line
The Thin White Line (titulado La delgada línea blanca en España y Adicción en la familia en Hispanoamérica) es el primer episodio de la tercera temporada de la serie Padre de familia emitido en FOX el 11 de julio de 2001. La trama se centra en Brian, el cual al unirse a la policía acaba volviéndose drogodependiente por rastrear cocaína teniendo que hacer frente a su situación.
El episodio está escrito por Steve Callaghan y dirigido por Glen Hill. Como artistas invitados, prestan sus voces a sus respectivos personajes: Carlos Alazraqui, Thomas Dekker, June Foray, Leif Garrett, Haley Joel Osment, Nicole Sullivan y Wally Wingert entre otros del reparto de la serie.

## Argumento
El jefe de la compañía en la que trabaja Peter, Sr. Weed organiza un pícnic de empresa en la que él como anfitrión anuncia una competición en la que irá disparando con dardos tranquilizantes a sus empleados, el premio consiste en unas vacaciones pagadas para el subordinado y la familia de este a cambio de ser el único que quede en pie. A pesar de la cantidad de disparos recibidos, Peter sigue en pie aunque apenas consciente. Tras ganar el concurso, la familia acuerda hacer un crucero por Bahamas. Por otro lado, Brian siente un vacío en su vida que necesita llenar hasta que Joe Swanson se queda sorprendido por su capacidad olfativa, por lo que le ofrece un puesto trabajo en la unidad canina para la detección de drogas. Para empezar, Brian empieza a trabajar en la terminal del aeropuerto en donde tras detectar un maletín con cocaína, este esnifa los polvos por accidente.
Poco a poco, Brian se va volviendo cada vez más adicto y agresivo hasta tal punto de llegar a agredir a una persona siendo expulsado del cuerpo por sus problemas de drogadicción. Por otra parte, ajenos al can, los Griffin siguen pensando en las vacaciones hasta que Brian se presenta en casa con una chica en un estado lamentable a la que Lois no duda en exigirle que se vaya, por lo que Brian se enfada y se larga poco después de cargar contra sus dueños. A la mañana siguiente, Peter y los demás junto con el psicólogo del can deciden mantener una conversación con Brian, el cual tras reconocer su problema de adicción sufre una crisis nerviosa emocional y es enviado a un centro de desintoxicación, por lo que la familia decide suspender las vacaciones para malestar de Peter. Sin embargo este lo último que pretende es quedarse sin vacaciones y se interna también en el centro como si de un hotel se tratase por lo que empieza a hacer todo tipo de trastadas, mientras tanto Brian sigue tomándose el trabajo en serio.
Finalmente Peter consigue convencerle para ir a gastar una broma a unas adolescentes embarazadas con el consecuente parto de catorce jóvenes. A la mañana siguiente, la directora del centro acusa a Peter de ser el elemento que hizo que Brian se refugiara en las drogas, sin embargo, Brian lejos de renunciar a su amistad con Peter, le defiende y decide marcharse del centro tras curarse. De vuelta a casa, Brian anuncia a su familia la intención de marcharse casa para mudarse a California con su primo Jasper, por lo que los Griffin solo pueden mirar con impotencia como se aleja en taxi camino al aeropuerto. 
El episodio continúa en Brian Does Hollywood en la que Brian trata de ganarse la vida como cineasta y guionista.

## Producción
El episodio fue escrito por Steve Callaghan y dirigido por Glen Hill siendo este su último episodio antes de abandonar la serie.
En un principio el capítulo debía emitirse como el último de la segunda temporada con la segunda parte como premier de la tercera, sin embargo una modificación en la parrilla televisiva por parte de FOX impidió que se hiciera tal como estaba programado.
Aparte del reparto habitual, los actores: Carlos Alazraqui, Thomas Dekker, June Foray, Leif Garrett, Haley Joel Osment, Nicole Sullivan y Wally Wingert prestaron sus voces a sus personajes. Entre los actores de voz secundarios se encuentran Danny Smith quien hizo colaboraciones menores y Patrick Warburton quien pone la voz a Joe Swanson.